# イヌビユ
イヌビユ（犬莧、学名: Amaranthus blitum）は、ヒユ科ヒユ属の一年草。畑、果樹園、空地、道端などで、夏期に生育する雑草。和名の由来は、ヒユに似るが、雑草というところから格下を表す「犬」の名がつけられたものである。別名、ムラサキビユ。地域によっては、オトコヒョウ、ノビユ、ハビユ、ヒューナと呼ばれる。中国名は、凹頭莧、野莧。

## 分布
ヨーロッパ原産とされ、日本では帰化植物として野生化したものが北海道、本州、四国、九州までの全国に広がっている。平地の市街地から里山の人家近く、農耕地に自生し、特に日当たりのよい畑地、空き地、荒れ地、道端などを好んで生える。

## 形態・生態
一年生の草本。草姿は直立もしくは横に広く伸び、草丈は20 - 40センチメートル (cm) に達する。茎は根元から分枝し、緑色または淡紫色で円柱状、無毛で平滑。
幼苗期の葉は先がへこんだ卵型で、表は濃緑色、裏は淡紅紫色。成植物の葉は互生で、長い葉柄をもち、丸みのある菱形状卵形で緑色が濃く、先端が浅くくぼむのが特徴。
花期は初夏から夏。茎の先と葉の付け根に花穂をつけて、緑色の目立たない小花が多数咲く。花後に実を結び、夏に種子が落ちるとすぐに発芽して、秋にまた花をつける。増殖は種子により、一株の種子数は10,000から15,000程度。千粒重は300から500ミリグラム (mg) である。盛夏期では、発芽から約1か月で結実する。

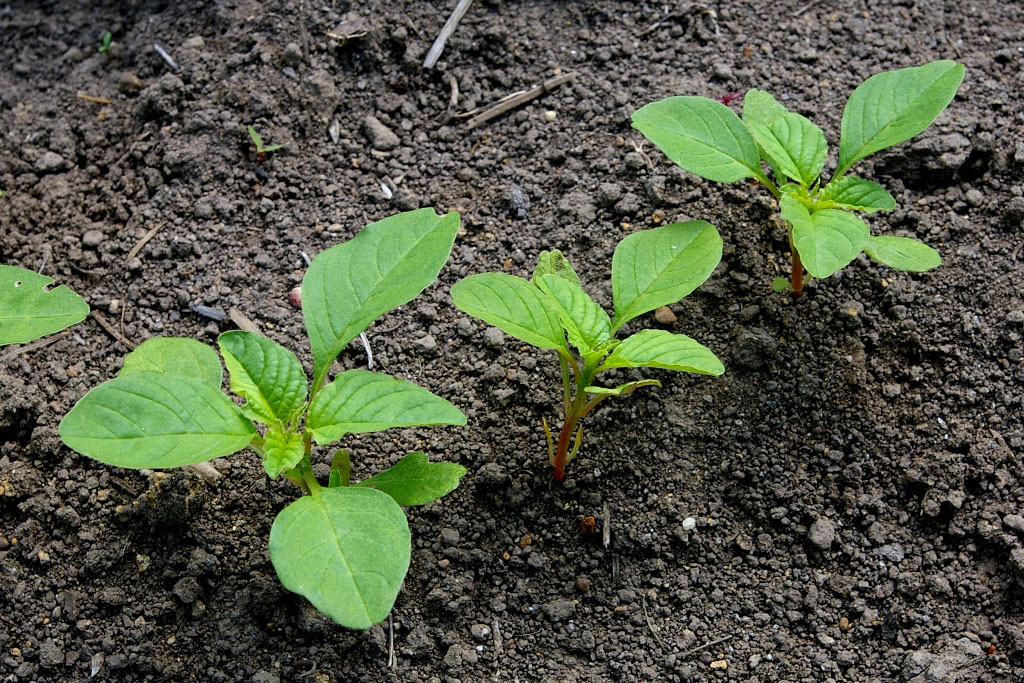
幼苗
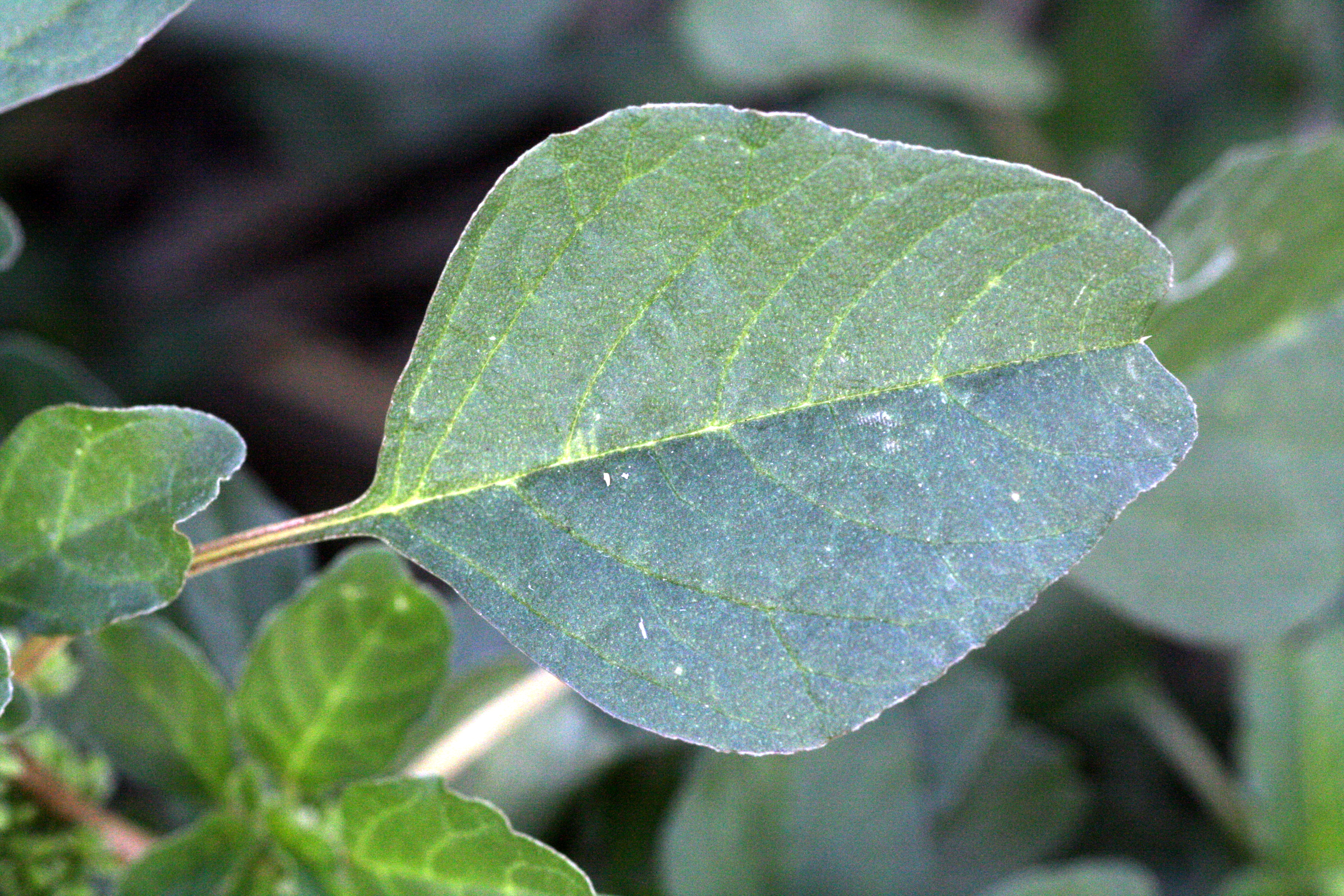
葉
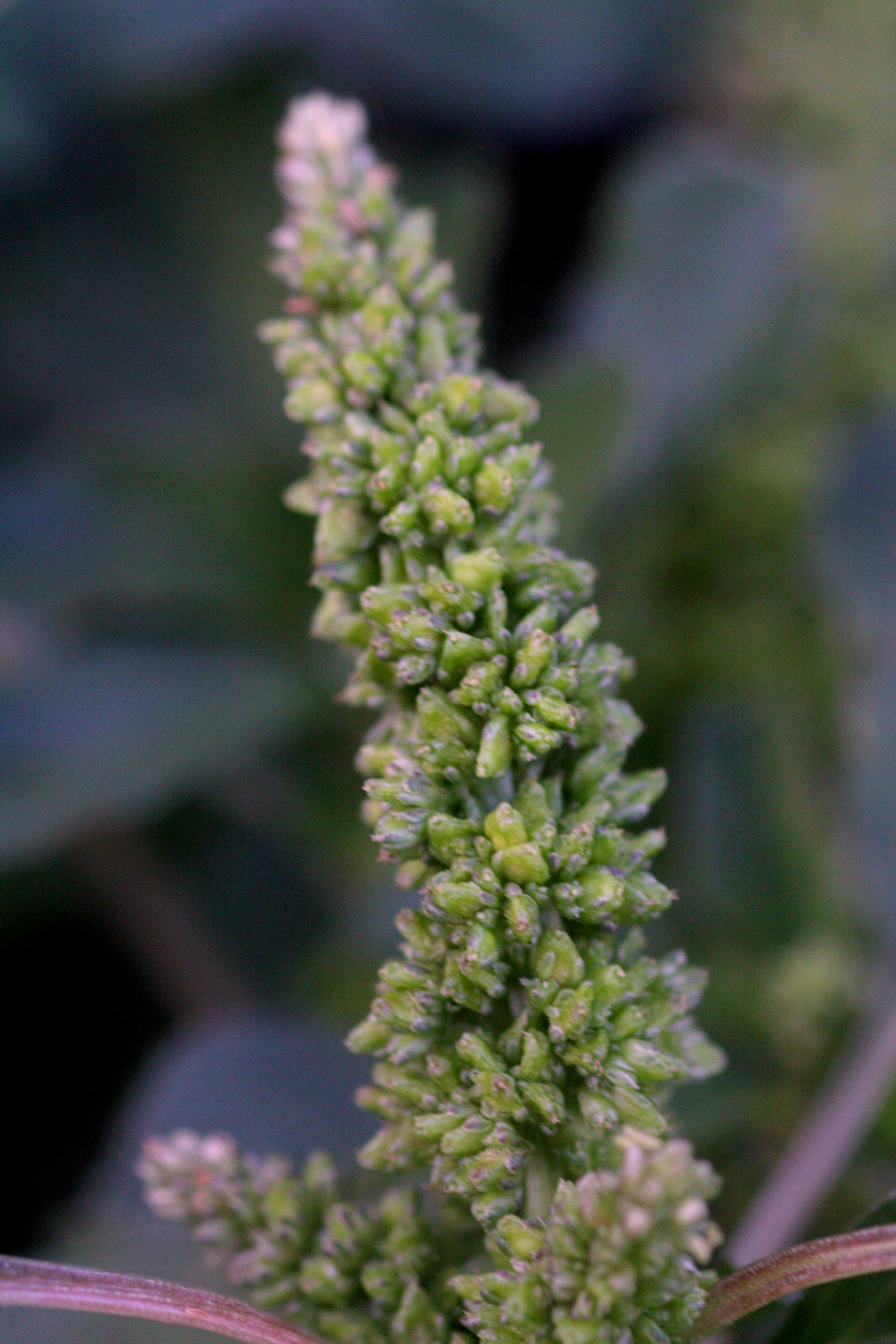
花

## 人間との関わり
若葉や果実は食べられ、青菜のように色々利用できる野草である。採取時期は4 - 10月ごろとされ、摘み取った若芽や若葉、茎先を茹でて水にさらし、ごま和え・マヨネーズ和え・クルミ和え・辛子和えなどの和え物、おひたし、バター炒め、卵とじ、煮付けにする。味にクセはなく、生のまま天ぷら、汁の実、油炒め、煮びたし、あんかけにもできる。大きく育った葉でも、天ぷらにすれば食べられる。採取が容易でたくさん収穫できるため、塩漬けや茹でたものを冷凍にして長期保存し、もどして利用することもできる。

## 近縁種
- アオゲイトウ Amaranthus retroflexus - 葉がゴワゴワしてまずくて食べられない[8]。
- ホナガイヌビユ（アオビユ） Amaranthus viridis
- ハリビユ Amaranthus spinosus